# Andersonia barbata
Andersonia barbata là một loài thực vật có hoa trong họ Thạch nam. Loài này được L.Watson mô tả khoa học đầu tiên năm 1962.